# Sakai Toshihiko

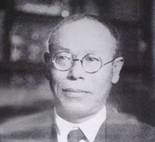
Sakai Toshihiko

Sakai Toshihiko (japanisch 堺 利彦; geb. 15. Januar 1871 in Miyako, Fukuoka; gest. 23. Januar 1933) war ein japanischer Journalist, Politiker, Denker und Schriftsteller während der Meiji-, Taishō- und frühen Shōwa-Zeit.

## Leben und Werk
Sakai Toshihiko, geboren in der Präfektur Fukuoka, arbeitete als Lehrer und als Journalist für verschiedene Zeitungen. 1899 schloss er sich der Yorozu Chōhō an. Das war eine von dem Journalisten Kuroiwa Ruikō (1862–1920) gegründete Tageszeitung, die viele Artikel zum Sozialismus brachte. Als großer Verehrer Kōtoku Shūsuis schloss er sich dem Sozialismus an, verließ 1903 die Yorozu Chōhō und wirkte als Herausgeber der Heimin Shimbun, als ein leidenschaftlicher Pazifist, der er bis ans Ende seines Lebens blieb. 
In den Jahren 1906, 1907 gehörte Sakai zu den Führern der ersten Sozialistischen Partei Japans (日本社会党, Nihon shakai-tō), die er mitbegründet hatte. Er blieb Kōtoku eng verbunden und beteiligte sich daher auch an direkten Aktionen. Nach dem Akahata-Zwischenfall verbüßte er von 1908 bis 1909 eine Gefängnisstrafe. Danach gründete er den Verlag Baibunsha (売文社), der die Zeitschrift für Gesellschaftstheorien „Shinshakai“ (新社会) – „Neue Gesellschaft“ – publizierte. Der Verlag brachte dann auch weitere Zeitschriften heraus, um die Zusammenarbeit unter den Sozialisten in der Zeit der Unterdrückung, die dem Hochverrats-Verfahren folgte, zu fördern.
Ab 1917 wandte sich Sakai dem revolutionären Marxismus zu, gründete 1922 mit Yamakawa Hitoshi und Arahata Kanson (1887–1981) die Kommunistische Partei Japans. Daraufhin wurde er 1923 festgenommen und verbrachte 1926 kurze Zeit im Gefängnis. – Sakais Vorgehensweise wurde vom Komintern kritisiert, er beteiligte sich auch nicht an der Neugründung der Kommunistischen Partei Japans. Er wurde vielmehr ein führendes Mitglied der Rōnō-Faktion innerhalb der neuen „Kapitalismus-Debatte“. 
Sakai arbeitet zusammen mit den legalen Links-orientierten sozialistischen Parteien, von 1928 bis 1929 mit der Musan Taishūtō (無産大衆党, ~„Proletarische Massenpartei“) und der Tōkyō Musantō (東京無産党), für die er 1930 erfolglos für den Reichstag kandidierte. Er wirkte als Berater für weitere Parteien, war auch Mitglied in der Stadtverordnetenversammlung (shikai) von Tokio. – 1931 erlitt er eine Gehirnblutung, konnte dann aber weiter arbeiten. Bis zu seinem Tode bemühte er sich, die verschiedenen sozialistischen Gruppen und Kriegsgegner zusammenzubringen.
Sakai hinterließ ein umfangreiches Werk zu Fragen des Sozialismus.